# Gunnar Decker
Gunnar Decker (geboren 1965 in Kühlungsborn) ist ein deutscher Autor.

## Leben
Gunnar Decker wuchs in Bad Doberan auf. Er studierte Philosophie an der Humboldt-Universität zu Berlin. 1991 arbeitete er mit einem Promotionsstipendium an der Herzog-August-Bibliothek Wolfenbüttel. 1994 wurde er an der Humboldt-Universität mit einer Dissertation über Gottfried Arnold promoviert. Seit 1995 arbeitet er als freiberuflicher Film- und Theaterkritiker, seit 1997 als Buchautor. Mit seiner Frau Kerstin Decker veröffentlichte er im Jahr 2000 einen Band Essays. Er ist Verfasser biografischer Bücher zu Ernst Jünger, Hermann Hesse, Gottfried Benn und zu Rilkes Frauen. Seit 2008 schreibt er als Redakteur für die Zeitschrift Theater der Zeit. Er lebt in Berlin.
Decker wurde 2016 mit dem Heinrich-Mann-Preis ausgezeichnet.

## Schriften
- Rilke. Der ferne Magier. Siedler, München 2023, ISBN 978-3-8275-0103-5.
- Houellebecq, das Ungeheuer. Matthes & Seitz, Berlin 2022, ISBN 978-3-7518-0365-6.
- Zwischen den Zeiten: Die späten Jahre der DDR. Aufbau Verlag, Berlin, 2020.
- Ernst Barlach – Der Schwebende. Eine Biographie. Siedler, München 2019, ISBN 978-3-8275-0106-6.
- Die Fledermaus: Bote der Nacht. Berenberg Verlag, Berlin 2018, ISBN 978-3-946334-33-0.
- Franz von Assisi. Der Traum vom einfachen Leben. Siedler, München 2016, ISBN 978-3-8275-0061-8.
- 1965 – der kurze Sommer der DDR. Hanser, München 2015, ISBN 978-3-446-24735-2.
- Hermann Hesse. Hanser, München 2012.
- Georg Heym „Ich, ein zerrissenes Meer“. vbb, Berlin 2011.
- Franz Fühmann. Hinstorff, Rostock 2009.
- Vincent van Gogh. Matthes & Seitz, Berlin 2009.
- Der Zauber des Anfangs. Aufbau, Berlin 2007.
- Gottfried Benn, Genie und Barbar. Aufbau, Berlin 2006.
- Rilkes Frauen oder die Erfindung der Liebe. Reclam, Leipzig 2004.
- Hesse-ABC. Reclam, Leipzig 2002.
- mit Kerstin Decker: Gefühlsausbrüche oder Ewig pubertiert der Ostdeutsche. Reportagen, Polemiken, Porträts. Verlag das Neue Berlin, Berlin 2000.
- Kriegerdämmerung. Die Blaue Eule, Essen 1997.
- Protestantische Mystik in der Unparteiischen Kirchen- und Ketzerhistorie bei Gottfried Arnold. Dissertation. Humboldt-Universität, Berlin 1994.